# Fay Vriens
Fay Vriens (Bergen op Zoom, 2001), beter bekend onder haar artiestennaam FAY, is een Nederlandse singer-songwriter.

## Biografie
Vriens studeerde rechten in Antwerpen alvorens ze haar bachelor behaalde aan de Universiteit van Tilburg. In februari 2023 bracht ze haar debuutsingle Dankjewel uit. Het nummer gaat over een persoon die het hart van Vriens brak en waarover ze haar frustraties de vrije loop laat.
Vriens werd In 2023 geselecteerd voor de Popronde van dat jaar. Zo stond ze onder ander in Leiden, Alkmaar en haar geboorteplaats Bergen op Zoom. Ook mocht ze optreden op Tuckerville op het Rutbeek in Enschede. Hetzelfde jaar bracht Vriens ook de singles Geen Spijt en Thuis thuis uit. Ze haalde hierbij inspiratie uit artiesten zoals Froukje en promootte het nummer via het platform TikTok.